# اچ‌ام‌سی‌اس ویکتوریا (اس‌اس‌کی ۸۷۶)
اچ‌ام‌سی‌اس ویکتوریا (اس‌اس‌کی ۸۷۶) (به انگلیسی: HMCS Victoria (SSK 876)) یک زیردریایی است که طول آن ۷۰٫۲۶ متر (۲۳۰ فوت ۶ اینچ) می‌باشد. این زیردریایی در سال ۱۹۸۹ ساخته شد.